# Претвич, Йов
Йокуб Бретфус, Гиоб Претфус (год рождения неизвестен — умер, вероятно, 29 октября 1571) — чиновник, военный инженер и строитель в Королевстве Польши и Великом Княжестве Литовском XVI столетия.

## Биография
По информации, пересказанной в 1542 году Йостом Л. Дециусом-старшим князю Пруссии Альбрехту, был немцем; перед прибытием в Польшу некоторое время провел во Франции. С 1540 года находился на службе у короля Сигизмунда I Старого, быстро получил признание: 7 января 1542 ему увеличили годовой пенсион с 300 до 400 злотых.
В Каменце на Подолии руководил 200-ми рабочими, заведовал местным арсеналом. Под его руководством было сделано перестройку Дневной (Подкопанной) башни 1542-44, реставрацию Старой башни (Рожанка), построены новые ворота, тайный переход к колодцу при Старой башни 1544, направление бойниц Чёрной башни, укреплены стены вдоль фронтов: Чёрная башня — Русская брама, Чёрная башня — замок. В 1544 проводились работы при башнях, в частности: Папской, Колпак, Малой, Водной, Пороховой, Порайки, Лянцкоронской. Построен: новую башню и дорогу к новой воротам (вероятно, при башни Рожанка), выкопано фосу перед замковой воротами, вела к детинцу; баню. Реставрирован ворота с поля над берегом Смотрича вместе с башней при ней, направлено старую замковую башню. В тех и последующих годах проводились ещё какие-то работы на замке, в частности, построено террасу (пол. taras), темницу. В 1545 году ездил по поручению короля Тракая для изучения состояния замка. Счета за 1546-47 годы свидетельствуют о реставрации Русской, Польской ворот, копания фос, другие работы. 1547 года его заменил в Каменце итальянец Камиллюс (пол. Camillus).
В 1549 году получил определённую сумму как бывший королевский архитектор, было возвращено сервиториат. 1550 года получил от новокорчиньского старосты 100 злотых (может, работы на замке).
На грани 1550-51 находился в Кракове, затем был выслан в Вильнюс, с 12 июля 1551 года стал руководителем королевских зданий. Через это ему приписывают авторство построенных здесь за инициятиви короля: нижнего замка, костела Св. Анны и Барбары (не сохранился), в котором король намеревался построить склепы для себя и двух жен (Барбары Радзивилл, ...). Возможно, собственно эти склепы построил Претфус, ибо Сигизмунд II завершил надгробие королевы Эльжбеты оставил у него.
С 1564 года начал работу по строительству обширного королевского двора в Кнышине, основательную перестройку замка Тыкоцина. Правдоподобно, около 1566 года руководил строительством замка в Белостоке для Петра Веселовского — будущего великого маршалка ВКЛ.
Перед 10 мая 1559 года стал городничим виленским, перед 16 мая 1564 получил государства олькеницкую, лейпунскую, в 1568 году — васильковскую. В 1569 году стал тикоцинским старостой. В 1564 получил в собственность предварительно огосударствленные деревни Грабово, Гиновка, Каменка, застенок Прусское (приход Август). В Грабове основал костел (не сохранился; был в нём похоронен), построил двор — видимо, каменный, потому что осталось место «Замчиско».
Имел сыновей Габриэла, Гиоба (Йоба), а также мог иметь дочерей; сыновья в 1595 году поделили наследство. Обедневшие потомки проживали в начале XVIII века. в Каменке, Помянах в окрестностях Грабова. Один из внуков Александер (сын Г.) Каспером Несецким был ошибочно причислен к роду Претвичей; был дворянином коронного сокровища, получил «доживоттям» королевщину в Восточной Пруссии, видимо, там осел.
В 1541-1545 годах под его руководством (подписывался «строитель и ротмистр Его Королевской Милости») были перестроены укрепления крепости в Каменец-Подольском, реконструированы стены и башни, пристроены Дневную башню.
- Королевский замок, Книшин (руины)